# Agalychnis saltator
Agalychnis saltator е вид земноводно от семейство Дървесници (Hylidae). Видът е незастрашен от изчезване.

## Разпространение
Разпространен е в Коста Рика, Никарагуа и Хондурас.

## Описание
Популацията на вида е стабилна.